# Can Culnegre
Can Culnegre és un mas habitat que pertany a la vila d'Anglès, comarca de la Selva.

## Situació
Aquesta edificació es troba a 225 metres sobre el nivell del mar, enclavada al final del Bosc d'en Verdaguer, prop de Can Rossinyol, quasi al límit sud del terme municipal a tocar del de Brunyola i Sant Martí Sapresa.

## Ús actual
L'ús actual és d'habitatge, mantenint-se activa la seva explotació agrària.

## Valor arquitectònic
Sense tenir un especial valor arquitectònic, la seva antiguitat fa que aquest mas s'hagi inclòs com a mas protegit al Pla Especial de Masies i Cases Rurals d'Anglès (fitxa A37).